# Helmut Bertram
Helmut Bertram (* 20. März 1910 in Soest; † 27. Januar 1981 ebenda) war ein deutscher Politiker der Zentrumspartei.

## Leben und Beruf
Helmut Bertram studierte Jura in Münster und München. In Münster wurde er 1929 Mitglied des KStV Markomannia und in München des KStV Saxonia, beide katholische Studentenverbindungen im Kartellverband katholischer deutscher Studentenvereine (KV).  Er wurde zum Doktor der Rechte promoviert und legte 1936 das Assessorexamen ab. Von 1940 bis 1945 nahm Bertram am Zweiten Weltkrieg teil, gegen dessen Ende er in amerikanische Kriegsgefangenschaft geriet. Seit 1945 war er als Rechtsanwalt und Notar in Soest tätig.

## Partei
Mitte der 1950er Jahre versuchte Bertram, der bereits von 1925 bis 1933 der Zentrumspartei angehört hatte, im Auftrag des Zentrum-Bundesvorstandes, ein breitangelegtes Bündnis christlich orientierter kleiner Parteien für die Bundestagswahl zu organisieren, um enttäuschten CDU/CSU-Wählern eine Alternative zu bieten. Es gelang jedoch nur, die Bayernpartei und die DP-Abspaltung Deutsch-Hannoversche Partei mit ins Boot zu bekommen. Die Kandidatur unter der Bezeichnung Föderalistische Union (dieser Name war schon für die Fraktionsgemeinschaft in der ersten Legislaturperiode des Bundestages verwendet worden) gelang so nur in Nordrhein-Westfalen, Niedersachsen und Bayern. Das Ergebnis war mit 0,9 % bundesweit enttäuschend.

## Abgeordneter
1947/48 war Helmut Bertram Mitglied des Zonenbeirates. Er gehörte dem Deutschen Bundestag seit dem 3. November 1949, als er für Rudolf Amelunxen nachrückte, bis zum Ende der ersten Wahlperiode für die Zentrumspartei, die ab dem 14. Dezember 1951 mit der Bayernpartei eine Fraktionsgemeinschaft unter dem Namen Föderalistische Union bildete, an. Vom 16. Juli 1952 bis zum 10. Dezember 1953 gehörte er dem Europaparlament an.